# Windows Mobile Device Center
Windows Mobile Device Center là một chương trình phần mềm đồng bộ hóa phát triển bởi Microsoft, và là chương trình thay thế ActiveSync. Nó được thiết kế để đồng bộ hóa rất nhiều nội dung như nhạc, phim, danh bạ, lịch, trình duyệt web, và các tệp giữa thiết bị chạy Windows Mobile và hệ điều hành Microsoft Windows.

## Lịch sử
Windows Mobile Device Center được viết ra để thay thế ActiveSync trước đó dùng để đồng bộ các thiết bị chạy Windows CE với hệ điều hành mới Windows Vista. Bản phổ biến rộng rãi đầu tiên được ra mắt vào tháng 10 năm 2006 dưới dạng bản Beta dùng trong Windows Vista RC1. Vào tháng 2 năm 2007, phiên bản chính thức đầu tiên đã ra mắt cho phép tải xuống, và vào tháng 6 năm 2007, Windows Mobile Device Center được cập nhật để có thể làm việc với Windows Mobile 6. Với việc xuất hiện của Windows Mobile Device Center, các hệ điều hành Pocket PC 2000 và Pocket PC 2002 đã có thể làm việc một phần với Windows Vista. Tuy vậy, các kết nối cơ bản để làm việc với các thiết bị này chỉ hỗ trợ trong bản 6.1.
Các phiên bản Windows khác, như Windows Server 2008 và Windows Server 2008 R2 cũng có thể bật WMDC.

## Các phiên bản chính
- Windows Mobile Device Center Beta 3, phát hành ngày 6 tháng 10, 2006.[1] (Phiên bản công cộng đầu tiên)
- Windows Mobile Device Center 6.0, phát hành ngày 1 tháng 2, 2007.[2] (Phiên bản chính thức đầu tiên)
- Windows Mobile Device Center 6.1, phát hành tháng 6 năm 2007. (Hỗ trợ Windows Mobile 6)

## Dẫn chứng
1. 1 2  Sampat, Mel. WMDC for Vista RC1 (and higher) is now available for public download. MSDN Blogs. Truy cập ngày 8 tháng 9 năm 2007.
2. 1 2  White, Nick. Windows Mobile Device Center RTMs! Lưu trữ ngày 29 tháng 8 năm 2007 tại Wayback Machine. Windows Vista Team Blog. Truy cập ngày 8 tháng 9 năm 2007.
3. ↑  Sampat, Mel. Windows Mobile Device Center v6.1 Released!. MSDN Blogs. Truy cập ngày 8 tháng 9 năm 2007.
4. ↑  Windows Mobile Device Center 6.1 for Windows Vista. Microsoft. Truy cập ngày 8 tháng 9 năm 2007.
5. ↑  "Enable ActiveSync & Windows Mobile Device Center Synchronization on Windows Server 2008 x64". Enable ActiveSync & Windows Mobile Device Center Synchronization on Windows Server 2008 x64. ngày 31 tháng 12 năm 1899. Bản gốc lưu trữ ngày 27 tháng 9 năm 2008. Truy cập ngày 16 tháng 6 năm 2009. {{Chú thích web}}: Kiểm tra giá trị ngày tháng trong: |access-date= (trợ giúp)